# Noordwijk (Zuid-Holland)
| Gemeentegrenzen Wijkgrenzen Buurtgrenzen Autosnelweg Secundaire weg Spoorweg |  |  | ██ Geselecteerde gemeente ██ Bebouwd gebied ██ Bos of park ██ Binnenwater, rivier of kanaal |

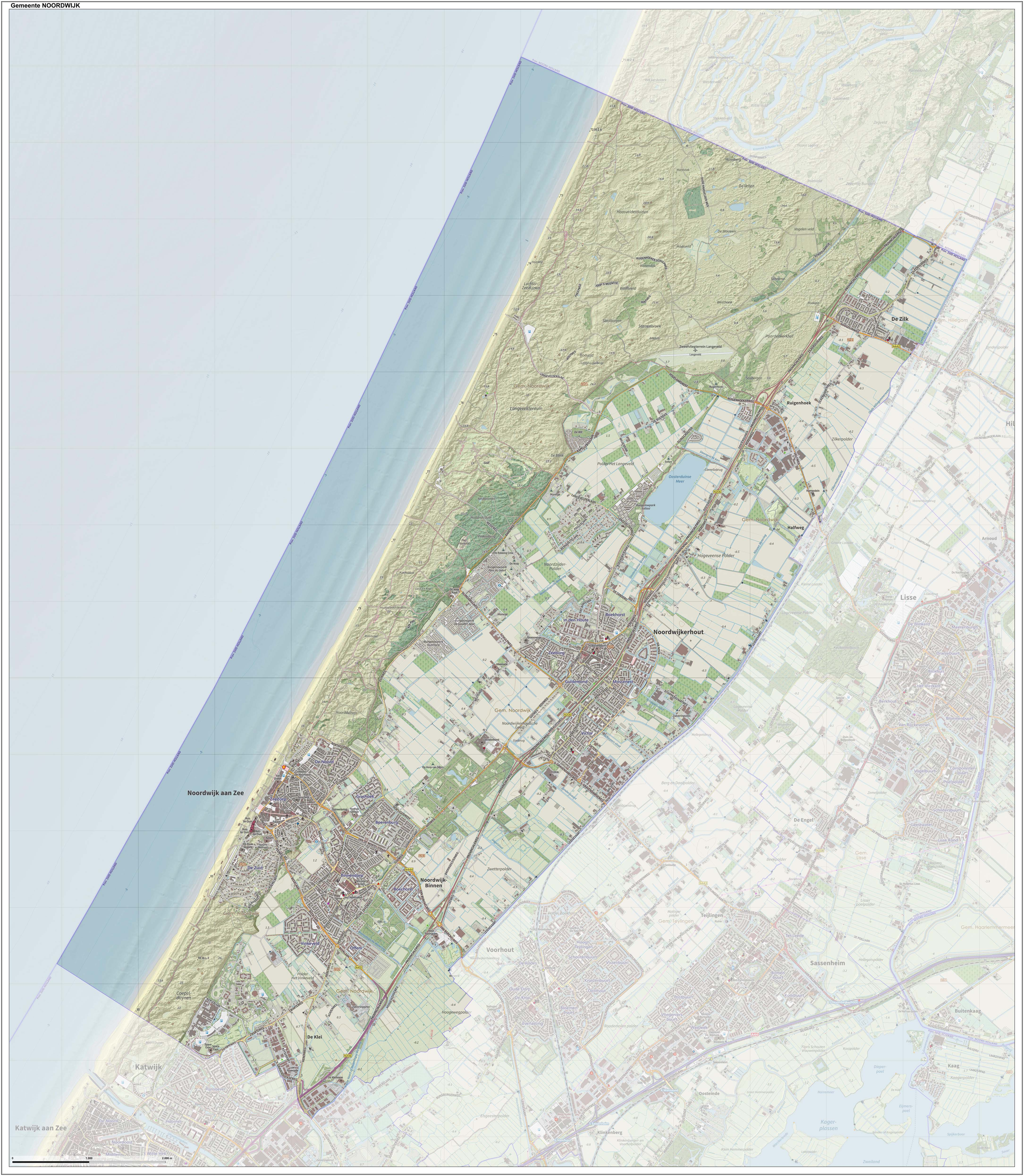
Topografische kaart van gemeente Noordwijk

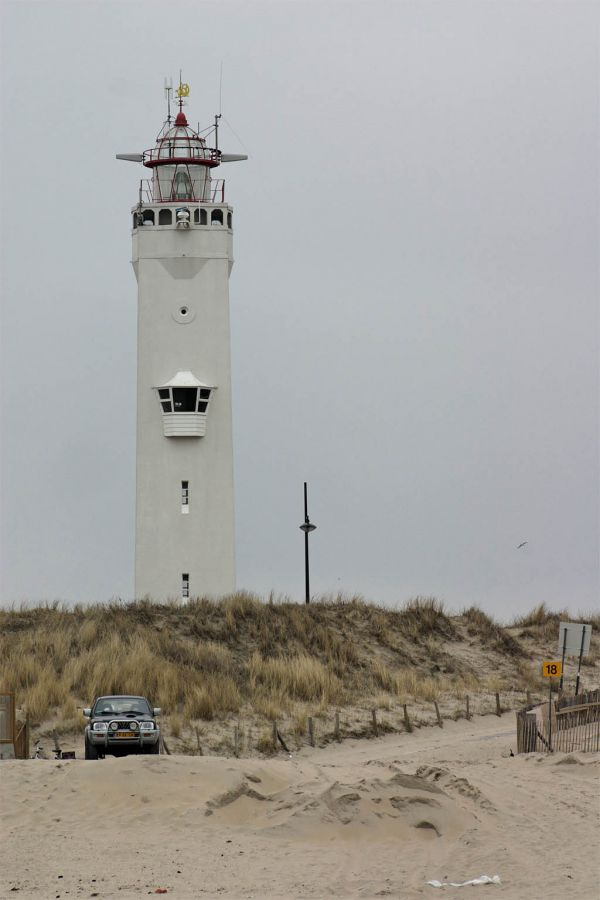
De Vuurtoren van Noordwijk aan Zee bij daglicht

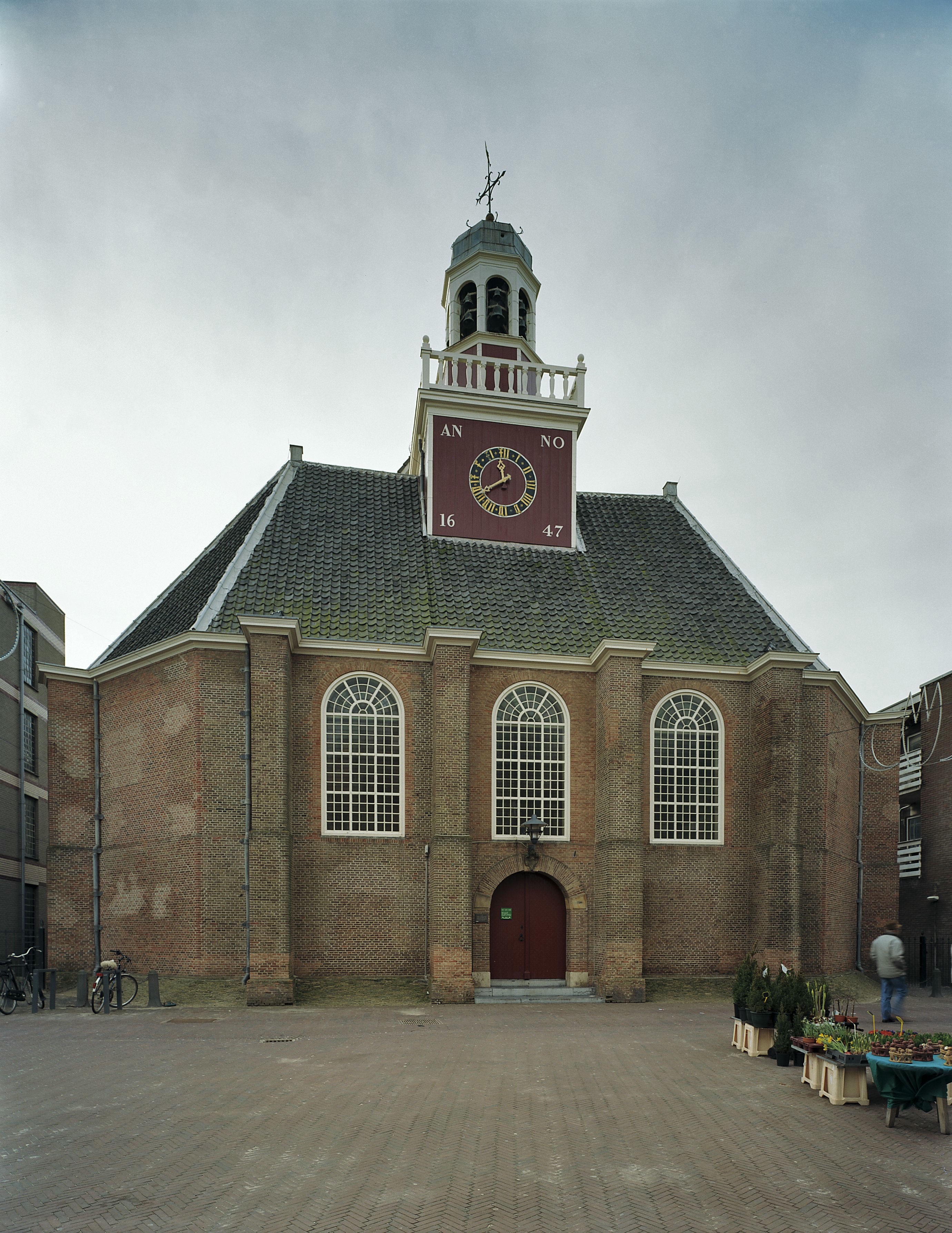
Hoofdstraat met Kapel aan Zee

Noordwijk en omgeving

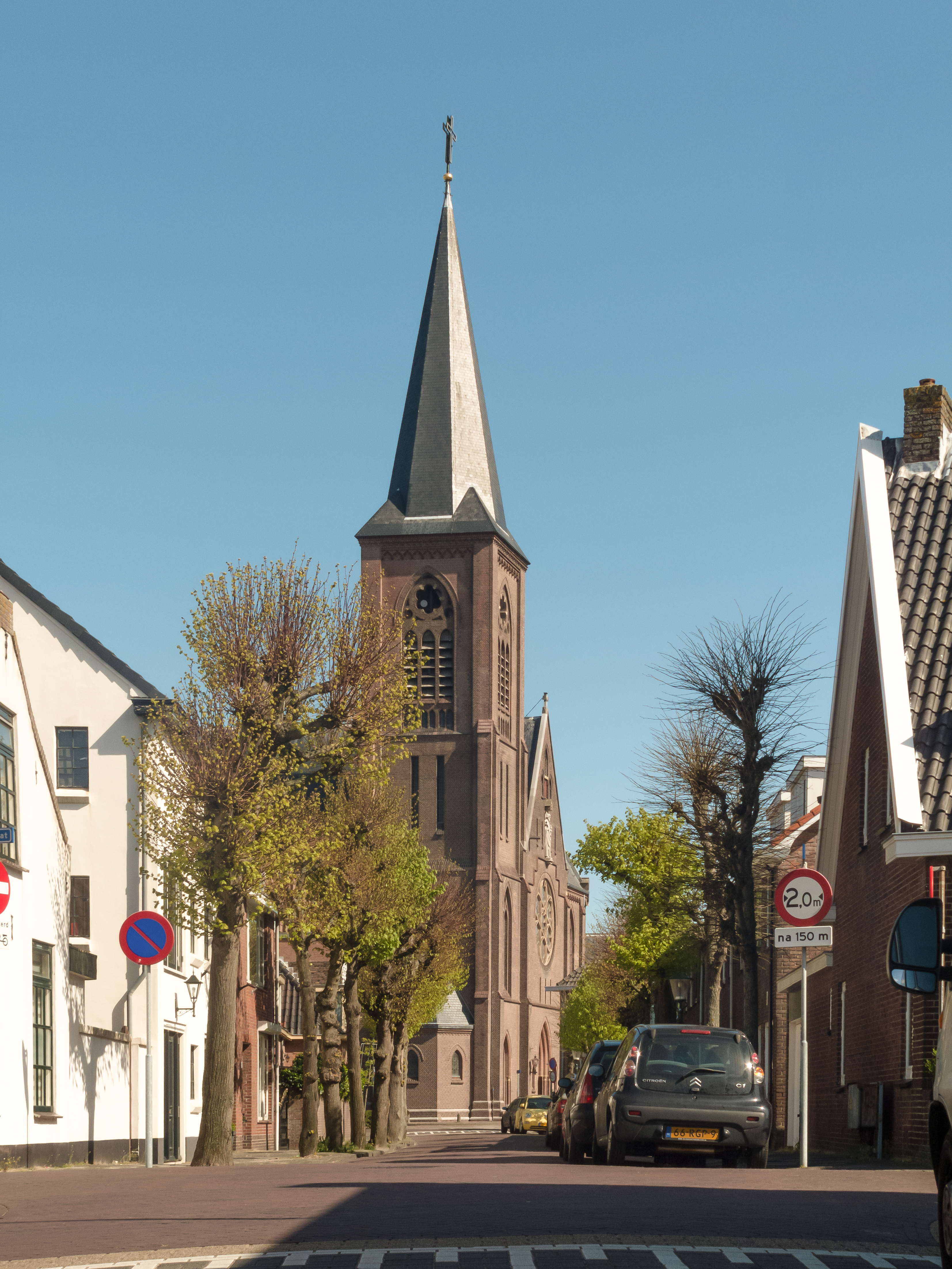
Noordwijk, de Sint-Jeroenskerk

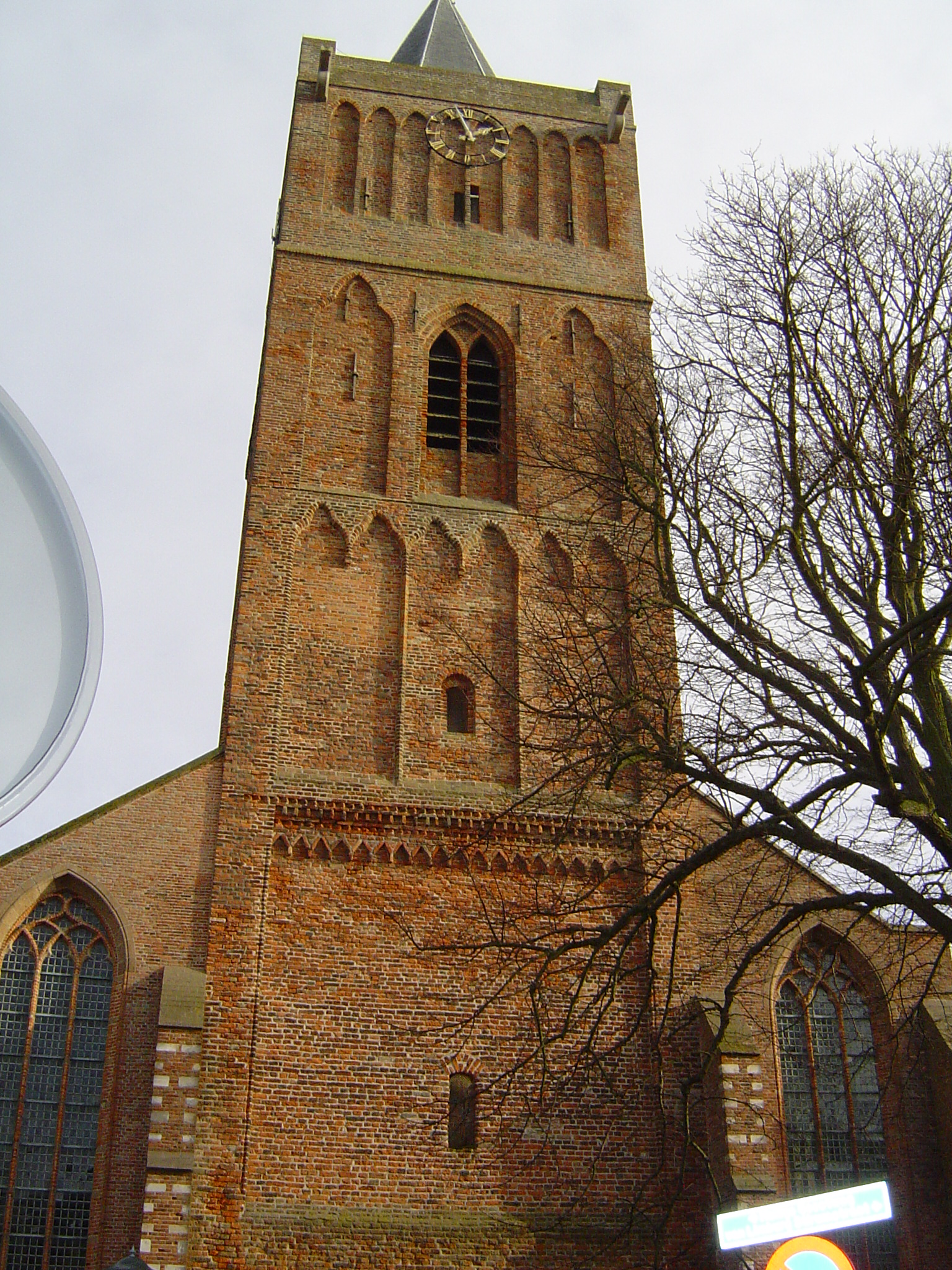
Oude Jeroenskerk

Noordwijk (uitspraakⓘ) is een dorp en gemeente in de Nederlandse provincie Zuid-Holland. De gemeente telt 45.734 inwoners (22 november 2024, bron: CBS) en heeft een oppervlakte van 74,94 km² (waarvan 16,57 km² water).

## Kernen
De gemeente bestaat sinds de fusie met de gemeente Noordwijkerhout uit vier kernen.
- Noordwijk aan Zee, vanouds een vissersdorp, is een badplaats met een lange kuststrook van circa 13 km geworden. Van het vrije strand (na het strand van Katwijk) tot en met Langevelderslag. Ongeveer 3 km kuststrook ligt daadwerkelijk voor de bebouwde kom van Noordwijk aan Zee. Noordwijk aan Zee kent twee boulevards die beide vernoemd zijn naar een koningin, de Koningin Wilhelmina Boulevard en de Koningin Astrid Boulevard.
- Noordwijk-Binnen straalt in de oude kern de rust uit van vroeger eeuwen. In 1992 is de oude dorpskern aangewezen als beschermd dorpsgezicht op grond van de Monumentenwet.
- Noordwijkerhout, een dorp en voormalige gemeente ten noordoosten van Noordwijk.
- De Zilk, een dorp met circa 2190 inwoners, grenzend aan Hillegom en Vogelenzang.

Naast deze vier kernen is er De Klei, een buurtschap ten zuiden van Noordwijk-Binnen. Ook Langevelderslag wordt tot Noordwijk gerekend.

### Noordwijk aan Zee
Tot begin 19e eeuw is de visserij in Noordwijk aan Zee de belangrijkste vorm van inkomsten gebleven. Later begon de bevolking zich steeds meer op het toerisme te richten. Per jaar vinden ruim 1 miljoen overnachtingen plaats. Noordwijk aan Zee bestaat uit verschillende wijken en ligt op de duinen. Er zijn diverse horecagelegenheden zoals hotels, uitgaanscentra en restaurants (ook op het strand) en er is een winkelcentrum dat een zondagsopenstelling kent. Jaarlijks vinden er evenementen plaats aan de boulevard rondom de vuurtoren op het Vuurtorenplein. De gemeente heeft een KNRM reddingsstation en een hervormde kerk (1647) met kansel uit de 17e eeuw.
Een klein deel van de autochtone bevolking van Noordwijk aan Zee spreekt (vanouds) Noordwijks, een oorspronkelijk Hollands dialect dat sterk lijkt op onder meer het Katwijks en het Schevenings. Het locofaulisme voor inwoners van Noordwijk aan Zee is Blauwdotters.
Tussen Noordwijk aan Zee en de Langevelderslag ligt, ter hoogte van Noordwijkerhout, ontvangststation Radio Nora.

### Noordwijk-Binnen
Noordwijk-Binnen werd in eerder tijd vooral gekenmerkt door het werk in de bloembollenteelt. Het grondgebied van Noordwijk bestaat nog voor een groot deel uit geestgronden. Samen met omliggende gemeenten wordt hierdoor de Bollenstreek gevormd.
In de gemeente is ESTEC gevestigd, een Europees centrum voor ruimteonderzoek en technologie, de grootste vestiging van de Europese ruimtevaartorganisatie ESA. Het bezoekerscentrum van ESTEC, Space Expo, is een grote ruimtevaarttentoonstelling. De ESTEC ligt ver buiten de bebouwde kom van Noordwijk en grenst aan de Katwijkse kern Katwijk-Noord aan de duinkant.

### Noordwijkerhout
Tot 2019 was Noordwijkerhout een zelfstandige gemeente. Het dorp ligt in het hart van de Duin- en Bollenstreek en in het midden van de gemeente Noordwijk. Het ligt hemelsbreed drie kilometer verwijderd van de Noordzee.
De bollenteelt is van groot belang voor Noordwijkerhout, het kent de grootste hoeveelheid bollengrond in de regio. Het Bloemencorso Bollenstreek komt elk jaar door het dorp heen. Daarnaast wordt er in Noordwijkerhout elk jaar carnaval gevierd, dit in tegenstelling tot de andere dorpen uit de Duin- en Bollenstreek.
De provinciale weg N206 gaat dwars door Noordwijkerhout heen. Er geldt een maximumsnelheid van 80 kilometer per uur met louter ongelijkvloerse kruisingen.

### De Zilk
Het dorp De Zilk is de kleinste dorpskern van de gemeente met nog ongeveer tweeduizend inwoners. Het ligt in het uiterste noorden tegen de grens met Noord-Holland en het ligt hemelsbreed vier kilometer van zee. Net als in Noordwijkerhout wordt hier carnaval gevierd.
Zweefvliegveld 'Het Langeveld' ligt ten westen van De Zilk in de Amsterdamse Waterleidingduinen. Het is volgens de producent van de PAL-V vliegende auto ook geschikt voor het te zijner tijd daar opstijgen en landen van dit voertuig.
De N206 vanuit Leiden is een lange, rechte weg en maakt op de provinciegrens bij De Zilk een 90-gradenboog landinwaarts, en loopt dan nog door naar Aerdenhout.

## Geschiedenis en etymologie
De eerste sporen van bewoning van Noordwijk-Binnen zijn gedateerd op circa 20e eeuw v. Chr. In Noordwijk aan Zee verschenen de eerste echte bewoners omstreeks 1200, vermoedelijk vissers. In 847 werd de plaats aangedaan door een Schotse benedictijn, genaamd Jeroen van Noordwijk. Hij bouwde een kapel en deed missiewerk. In 856 werd hij gevangengenomen door de Noormannen en gemarteld. Op 17 augustus 856 werd hij onthoofd. Rond 980 werd er te zijner ere een romaanse kapel gebouwd, die spoedig een bedevaartsoord werd. In 1303 werd deze kapel vervangen door een grote stenen kerk. Dit was de voorloper van de huidige Sint-Jeroenskerk.
Noordwijk wordt voor het eerst genoemd in een giftbrief van de koning van Lotharingen aan Gerolf, graaf van West-Frisia, op 4 augustus 889. Daarin stond dat hij werd beleend met de ambachtsheerlijkheid "Nortgo", de oude naam van Noordwijk. Northgo betekent "go (of gouw) ten noorden", dat wil zeggen, woongebied of parochie ten noorden van de Rijn. Vergelijkbare namen komen voor in Friesland en Groningen in Wolvega en Hunsingo.
Hoe de naam "Nortgo" in "Noordwijk" heeft kunnen veranderen is het gevolg van een reeks van klankveranderingen en herinterpretaties. Vermeldingen aan het eind van de 12e eeuw laten zien dat de beklemtoonde -go (9e eeuw) en -ga (10e eeuw) een onbeklemtoonde -ge of -ke is geworden, en dat een onbeklemtoonde klinker voor -ge ingevoegd kon worden, wat resulteerde in "Nortege", "Norteke" en "Nortike". In deze vorm kon de laatste klinker vervolgens wegvallen, wat tot "Noortich" en "Nortic" leidde. Herinterpretatie door 13e-eeuwse schrijvers leverde namen op als "Nortdijc" en "Nortdike" op. Dat uiteindelijk niet "Noorddijk" maar "Noordwijk" de definitieve naam is geworden, is een ander geval van herinterpretatie. Omdat de naam van de buurgemeente Katwijk in het plaatselijk dialect werd uitgesproken als "Kattek" of "Kattik", werd in overeenstemming daarmee uit "Noortek" of "Noortik" de plaatsnaam "Noordwijk" gevormd. De grote omslag naar -wijk heeft ergens plaatsgevonden tussen 1459 en 1541.
Op 1 april 1398 verleende graaf Albrecht van Beieren op verzoek van enkele bewoners aan Noordwijk stadsrechten, maar op 12 maart 1399 trok hij de verlening weer in met als reden dat de aanvragers niet gerechtigd waren tot dit verzoek. Het gevolg hiervan was dat er nooit stadsmuren en poorten gebouwd zijn. Noordwijk behield wel zijn status van ambachtsheerlijkheid.
In 1429 werd Noordwijk officieel door de bisschop van Utrecht tot bedevaartsoord verheven. Het belangrijkste relikwie was een schedel die werd ontdekt in de Sint-Jeroenskerk en waarvan men aannam dat deze toebehoorde aan Sint-Jeroen. In 1450 werd Noordwijk-Binnen getroffen door een grote brand, daarbij werd de kerk verwoest. In de 16e eeuw kwam er door de Reformatie een einde aan het bestaan van Noordwijk als bedevaartsoord. De schedel van Sint-Jeroen is sindsdien spoorloos. Volgens de overlevering moet zijn schedel in de kerk begraven liggen.
In de tijd van de Reformatie kwam er een einde aan Noordwijk als bedevaartsoord. Hoewel Noordwijk-Binnen overwegend katholiek bleef, kreeg Noordwijk aan Zee een protestants karakter, net als de meeste andere vissersdorpen. De kerken hebben een duidelijk stempel gedrukt op het gebeuren in het dorp. Zo kwamen er in de Tachtigjarige Oorlog nogal wat geuzen uit Noordwijk aan Zee. Zij kregen het flink te verduren onder de Spanjaarden, terwijl het katholieke Noordwijk-Binnen gespaard bleef.
Noordwijk had in 1474 een vloot van 38 schepen. De vloot met zogenaamde bomschuiten voer uit vanaf het strand. Er werd hoofdzakelijk haring, kabeljauw, schelvis, wijting en schol gevangen. Het was een hoofdbron van inkomsten voor het dorp tot omstreeks 1700, toen inwoners van Noordwijk-Binnen meenden een beter bestaan te kunnen opbouwen in de kruidenteelt. De visserij werd daarna hoofdzakelijk door inwoners van Noordwijk aan Zee bedreven. Er was gebrek aan bestuurders- en ondernemersgeest en de inkomsten waren laag. In 1913 voer voor de laatste maal een bomschuit uit. Ook Noordwijk-Binnen profiteerde van de visserij met de lijnbanen, waarmee touw werd gemaakt.
In de 18e en 19e eeuw werden in Noordwijk-Binnen kruiden geteeld. Noordwijk-Binnen was het belangrijkste kruidencentrum van Nederland. De kruiden werden verhandeld in Amsterdam en gebruikt voor medicinale toepassingen. Door de opkomst van chemisch bereide geneesmiddelen verdween de kruidenteelt tegen het einde van de 19e eeuw. Ook bleek in 1880 dat de zandbodem van Noordwijk zich uitstekend leent voor bloembollenteelt. Er vestigden zich in korte tijd zo'n 250 bloembollenkwekers in Noordwijk, die veel duinzand afgroeven. Er werden met name tulpen, narcissen en gladiolen verbouwd.

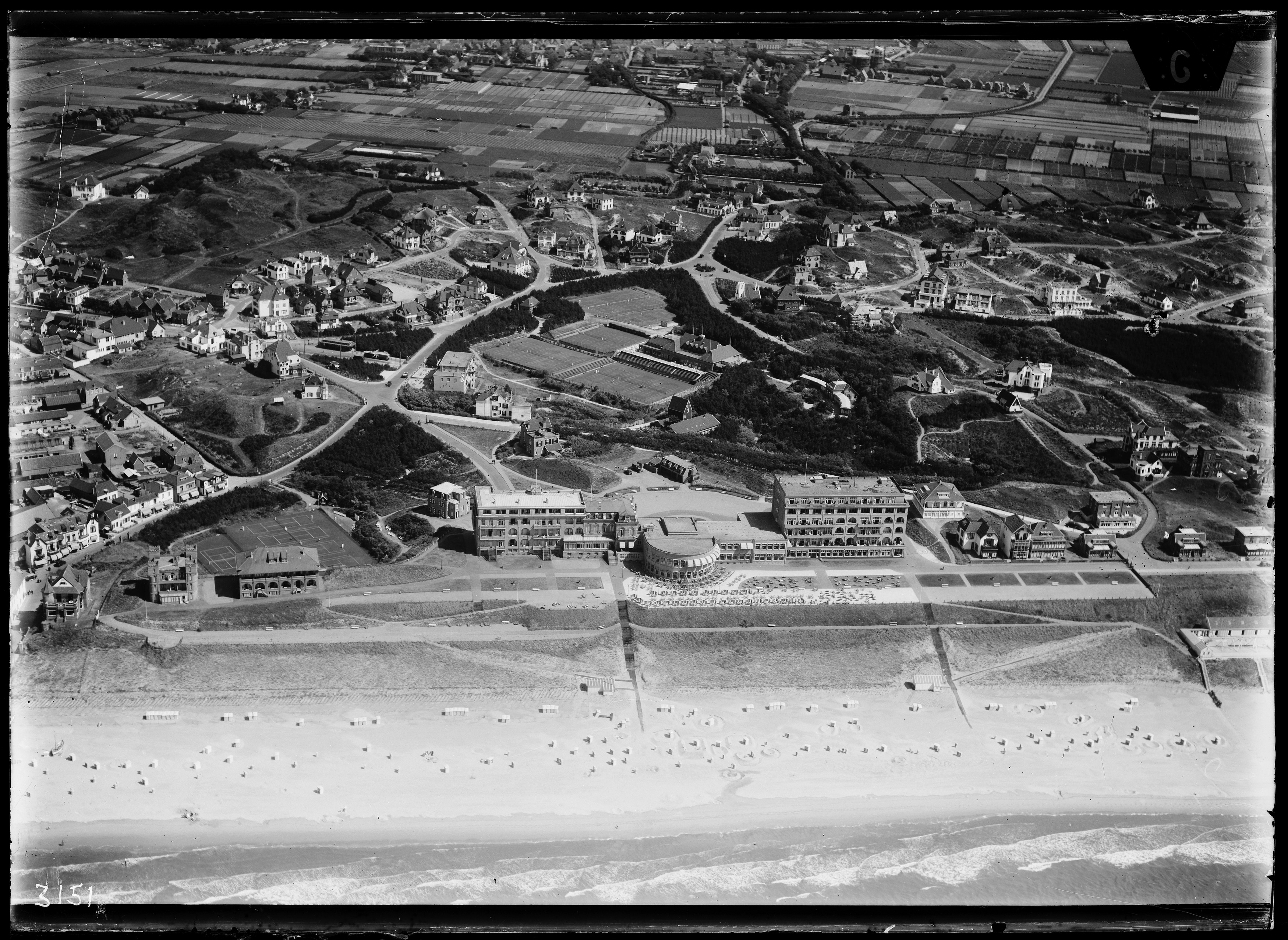
Noordwijk en strand in de periode 1920-1940.

In 1866 werd Noordwijk een badplaats. Omdat het zeewater medicinale werking scheen te hebben kwamen er mensen met een koetsje een dagje naar het strand. In 1883 werd de ‘Maatschappij Noordwijk tot exploitatie van Duingronden’ opgericht.
Deze kocht een groot duinterrein aan de zuidkant van Noordwijk om er een villawijk te bouwen en schakelde de tuinarchitect Dirk Wattez uit Bussum in. Hij projecteerde een ruim 1200 meter lange boulevard langs het strand met hierachter ruim opgezette slingerende wegen, waaraan een aantal villa's kon worden gebouwd. In maart 1883 werd met de uitvoering begonnen. Ook werd rond die tijd de eerste paal van Huis ter Duin geslagen. Zoals zo veel hotels elders richten die van Noordwijk zich meer en meer op de markt van de zakelijke bijeenkomsten. Zo gebruikt het Nederlands voetbalelftal Huis ter Duin voor overnachtingen tijdens bijeenkomsten en tot en met 2018 werd dit hotel ook gebruikt voor overnachtingen als er interlandtrainingen werden gehouden op Sportpark Nieuw Zuid in Katwijk aan Zee. In 2018 verhuisden de trainingen van het Nederlands Elftal naar Zeist.

## Politiek

### Gemeenteraad
De gemeenteraad van Noordwijk bestaat sinds de fusie met Noordwijkerhout uit 27 zetels. Hieronder staat de samenstelling van de gemeenteraad sinds 1998:
| Gemeenteraadszetels                    | Gemeenteraadszetels | Gemeenteraadszetels | Gemeenteraadszetels | Gemeenteraadszetels | Gemeenteraadszetels | Gemeenteraadszetels | Gemeenteraadszetels |
| Partij                                 | 1998                | 2002                | 2006                | 2010                | 2014                | 2019                | 2022                |
| -------------------------------------- | ------------------- | ------------------- | ------------------- | ------------------- | ------------------- | ------------------- | ------------------- |
| VVD                                    | 4                   | 2                   | 4                   | -                   | 2 (3)               | 5                   | 5                   |
| Partij voor de Inwoners                | -                   | -                   | -                   | -                   | -                   | -                   | 4                   |
| NZLokaal                               | -                   | -                   | -                   | -                   | -                   | 5                   | 4                   |
| CDA                                    | 4                   | 4                   | 3                   | 4                   | 3 (4)               | 5                   | 4                   |
| PUUR Noordwijk                         | -                   | -                   | -                   | 7                   | 8                   | 4                   | 3                   |
| Lijst Salman Noordwijk                 | -                   | -                   | -                   | -                   | 3                   | 4                   | 2                   |
| GroenLinks                             | -                   | -                   | -                   | -                   | -                   | 2                   | 2                   |
| D66                                    | -                   | -                   | -                   | -                   | 1                   | 1                   | 1                   |
| PvdA                                   | -                   | -                   | -                   | -                   | -                   | 1                   | 1                   |
| Bruisend Noordwijk                     | -                   | -                   | -                   | -                   | -                   | -                   | 1                   |
| DOEN! Noordwijk                        | -                   | -                   | -                   | -                   | -                   | -                   | -                   |
| PvdA / GroenLinks                      | -                   | -                   | -                   | -                   | 2                   | -                   | -                   |
| Noordwijk Zelfstandig                  | -                   | -                   | -                   | -                   | 2 (0)               | -                   | -                   |
| Progressieve Combinatie Noordwijk      | 4                   | 4                   | 4                   | 3                   | -                   | -                   | -                   |
| Noordwijk Totaal                       | -                   | 3                   | 1                   | -                   | -                   | -                   | -                   |
| VVD / JES Noordwijk                    | -                   | -                   | -                   | 6                   | -                   | -                   | -                   |
| Noordwijks Belang                      | 4                   | -                   | -                   | -                   | -                   | -                   |                     |
| Verenigd Noordwijk                     | 3                   | 5                   | 2                   | -                   | -                   | -                   | -                   |
| ChristenUnie                           | 1                   | 1                   | 1                   | -                   | -                   | -                   | -                   |
| JES                                    | -                   | -                   | 2                   | -                   | -                   | -                   | -                   |
| Welzijn en Senioren                    | -                   | -                   | 2                   | -                   | -                   | -                   | -                   |
| Wat Noordwijk Wil / Liberaal Noordwijk | -                   | -                   | -                   | 1                   | -                   | -                   | -                   |
| De Noordwijker                         | 1                   | -                   | -                   | -                   | -                   | -                   |                     |
| Totaal                                 | 21                  | 19                  | 19                  | 21                  | 21                  | 27                  | 27                  |

### Fusie met Noordwijkerhout
Op 1 januari 2019 is de gemeente Noordwijk gefuseerd met de voormalige gemeente Noordwijkerhout. De nieuwe gemeente heeft een gemeentekantoor in Noordwijkerhout en een gemeentehuis in Noordwijk. De raadsvergaderingen van de fusiegemeente vinden plaats in het Atrium van het gemeentekantoor in Noordwijkerhout (Herenweg 4).

### College van burgemeester en wethouders
Het college 2022-2026 bestaat uit een coalitie van VVD, Partij voor de Inwoners, CDA en Lijst Salman.
De samenstelling van het college is als volgt:
- Burgemeester: W.J.A. (Wendy) Verkleij-Eimers, VVD;
- Wethouder: R. (Roberto) ter Hark, VVD;
- Wethouder: A.G.M. (Alois) Eberharter, Partij voor de Inwoners;
- Wethouder: T.C.W.M. (Theo) Alkemade, CDA;
- Wethouder: D.T.C. (Dennis) Salman, Lijst Salman.

## Verkeer en vervoer
Noordwijk ligt aan de N206 en vlak bij de A44.
Er zijn diverse busverbindingen van Qbuzz met station Leiden Centraal. Buslijn 90 verbond station Leiden Centraal via Katwijk (inclusief Katwijk aan Zee, Rijnsburg en Valkenburg) en Noordwijk (inclusief Noordwijk aan Zee) met Lisse. Ook zijn er buslijnen naar Voorhout, Sassenheim en Schiphol. Bus 90 ging tot 9 januari 2022 nog naar Den Haag, een van de oudste verbindingen in Zuid-Holland, vooral toen de 90 op de terugweg nog naar Haarlem ging.

### Tram
Van 22 juni 1885 tot 7 oktober 1960 was er een tramverbinding met Leiden. Tot 14 juni 1912 was dit een stoomtram en daarna een elektrische tram van de NZH, die vanaf de jaren twintig bekend was als de Blauwe Tram.
De recente plannen voor een RijnGouwelijn, die Noordwijk zou aandoen, zijn in 2011 afgeblazen. In de jaren daarna werd een plan opgesteld om hoogwaardig openbaar vervoer (HOV) vanaf Leiden Centraal via Katwijk door te laten rijden naar Noordwijk.

## Cultuur
- In 2004 is theater De Muze opgericht, een multifunctioneel theater dat naast het aanbod van voorstellingen en films ook het centrum is voor culturele Noordwijkse verenigingen;
- In de maand april vertrekt vanuit Noordwijk het jaarlijkse 40 km lange Bloemencorso Bollenstreek naar Haarlem;
- Op de avond voorafgaand aan het Bloemencorso rijdt vanaf 2013 ook het verlichte bloemencorso door Noordwijk. Sinds 2017 is dit verplaatst naar de dorpskern van Noordwijkerhout.;
- De Mooiste file van Nederland wordt in het weekend van het Bloemencorso gepresenteerd op de Koningin Wilhelmina boulevard. In 2022 de 25e editie.
- De derde maandag in juni tot en met de daaropvolgende zondag vindt het Schilderfestival Noordwijk plaats;
- In de maanden juli en augustus is het Levende Beelden Festival en Cirque Des Dunes festival.
- Elke 2e zaterdag in augustus is Noordwijk de aankomstplaats van Flower Parade Rijnsburg;
- Noordwijk heeft sinds 1997 een jaarlijks zomerfestival: Opera aan Zee;
- Jaarlijks vindt hier ook het Europese Zandsculpturen Festival plaats;
- Tulpenrallye;
- Er zijn nog veel Noordwijkers met een bijnaam, wat onder de wat oudere bevolking nog erg leeft.[8]

Sinds 2007 organiseert de stichting Poppodium Noordwijk een aantal kleinere festivals met populaire muziek in Noordwijk, waaronder Jobpop (tijdens de oranjefeesten in Noordwijk-binnen) en Puinpop, jaarlijks in oktober. De festivals zijn een tussenfase omdat de stichting sinds twee jaar geen podiumzaal meer ter beschikking heeft.

### Monumenten
In de gemeente zijn er een aantal rijksmonumenten en oorlogsmonumenten en een gemeentelijk monument, zie:
- Lijst van rijksmonumenten in Noordwijk
- Lijst van gemeentelijke monumenten in Noordwijk
- Lijst van oorlogsmonumenten in Noordwijk
- Lijst van Stolpersteine in Noordwijk

### Kunst in de openbare ruimte
In de gemeente zijn diverse beelden, sculpturen en objecten geplaatst in de openbare ruimte, zie:
- Lijst van beelden in Noordwijk

## Sport en recreatie
Het in 2014 geopende zwembad BinnenZee faciliteert zwemlessen, recreatiezwemmen en aquasporten. Sportverenigingen Dive Safe en NZ&PC bieden duiklessen, wedstrijdzwemmen, recreatiezwemmen en waterpolo aan. Via Reddingsbrigade Noordwijk kunnen KNRM LifeSaving en KNRM LifeGuard opleidingen worden gevolgd.
De kernen Noordwijk aan Zee en Noordwijk-Binnen tellen ieder een voetbalclub, respectievelijk VV Noordwijk en VV SJC. Eerstgenoemde vereniging komt uit in de hoogste amateurklassen op zaterdag en speelt nu in de Tweede Divisie. VV SJC is van oorsprong een katholieke vereniging. Het standaardelftal komt uit in de Hoofdklasse op zondag. De kernen Noordwijkerhout en De Zilk hebben twee voetbalclubs, respectievelijk VVSB en VV Van Nispen, waardoor het totaal aantal voetbalclubs in de Gemeente Noordwijk uitkomt op vier.
Aanbod sportverenigingen gemeente Noordwijk:
- BC BIOS - Badmintonvereniging Noordwijk
- BKN - Badmintonvereniging Noordwijkerhout
- Bowlingvereniging Noordwijkerhout
- Bridgeclub de Schelft Noordwijkerhout
- Bridgeclub de Zilk
- Bridgeclub Het Juiste Bod
- C.K.V Fluks - Korfbalvereniging Noordwijk
- Daniel Noteboom - Schaken
- De Boekhorstruiters - Ruitersport
- Dive Safe - Duikclub
- DOS - Gymnastiekvereniging Noordwijk
- GEVERS - schaatsen / tennisclub
- GIOS - Gymnastiekvereniging Noordwijkerhout
- Golfclub de Vijf Margen
- Golfclub Tespelduyn
- H.S.V. de Arnoud - Hengelsport Noordwijkerhout
- H.S.V. de Sportvisser - Hengelsport Noordwijk
- Invictus Noordwijk - Rugby
- K.N.A. - Twirlen
- K.S.N. - Kustsurfen Noordwijk
- K.Z.C. - Zweefvliegen
- MSV basketbal
- MSV handbal
- N.H.C. - Hockey Noordwijk
- NSL - Hardlopen, wandelen
- Noordbikers - Mountainbiken
- Noordwijkse Golfclub
- Noordwijkse Reddingsbrigade
- Northa - Handbal
- NOVO - Volleybal
- NZ&PC - Zwem- en waterpoloclub Noordwijk
- NZRB - Reddingabrigade Noordwijkerhout
- R.B.V. de Kuip - Biljart
- SV Blijf voor 't land - Schietvereniging
- TC Noordwijk - Tennis
- TFC Noordwijk - Toer- & fietsclub
- Triatlonvereniging Bollenstreek
- TOV - Tafeltennis Noordwijk
- TV de Boekhorst - Tennis
- TV Jonkers - Tennis
- Van Nispen - Gymnastiek / tennis
- WSV Noordwijk - Watersport
- ZVN - Watersport / zeilvereniging
- ZV Noordwijkerhout - Zwemmen

Friends United (2015) is een sportclub voor kinderen en jongeren van 6 t/m 25 jaar met een beperking.
De meeste sportverenigingen zijn lid van Sportraad Noordwijk, een onafhankelijk adviesorgaan tussen clubs en B&W en Gemeenteraad Noordwijk.
De gemeente Noordwijk telt 3 golfbanen: Tespelduyn, Golfcentrum Noordwijk en de Noordwijkse Golfclub (beperkt toegankelijk). In de Noord-duinen ligt een mountainbikeparcours. In het uiterste noorden van de gemeente ligt het zweefvliegveld Het Langeveld, met de Kennemer Zweefvlieg Club.
Het dorp telt diverse fitness clubs, een survivalbaan en een aantal openlucht fitnessmogelijkheden. Naast het aanbod van diverse kant en klare wandelroutes, is Noordwijk opgenomen in het wandelroutenetwerk Bollenstreek en door Noordwijk loopt de Europese wandelroute E9, ter plaatse ook Noordzeepad of Hollands Kustpad geheten.
Na de fusie telt de gemeente telt zes muziekverenigingen: Muziekvereniging “St. Jeanne d’Arc”, R.K. Fanfarekorps Excelsior, Chr. Muziekvereniging De Harpe Davids, Muziekvereniging Echo der Duinen, Drumfanfare Altesa, Harmoniekapel Crescendo,

## Duurzaam toerisme
De gemeente Noordwijk is sinds oktober 2020 drager van de erkenning 'heilzame zeebadplaats' en voldoet aan de voorwaarden van het Duitse DHV (Deutscher Heilbaeder Verband) en ESPA (European Spas Association).
In 2021 is voor het 34e jaar op rij de 'blauwe vlag' gehesen aan de stranden van Noordwijk, Duindamseslag en Langevelderslag. Dit is een internationale onderscheiding voor stranden die veilig, schoon en duurzaam zijn. Toegekend door de Foundation for Environmental Education (FEE), een onafhankelijke internationale milieu organisatie.
In het jaar 2012 heeft Noordwijk al een QualityCoast Gold Award ontvangen voor haar inspanningen om een duurzame toeristische bestemming te worden. Door het verkrijgen van deze onderscheiding/award is Noordwijk nu opgenomen in DestiNet, een atlas voor duurzaam toerisme wereldwijd.

## Bekende Noordwijkers

### Geboren
- Cornelis van Alkemade (1654-1737), historicus en oudheidkundige;
- Willem Dirk Hendrik van Asbeck (1858-1935), marineofficier, bestuurder en diplomaat;
- Janieck Devy (1994), acteur (o.a. Pluk uit Pluk van de Petteflet) en singer-songwriter;
- Janus Dousa (Jan van der Does) (1545-1604), humanist, politicus en dichter;
- Frans van Duijn (1963), schrijver en journalist;
- Willem Glasbergen (1923-1979), archeoloog;
- Bas Grevelink (1963), (musical)acteur, zanger en stand-upcomedian;
- Loes van der Horst (1919-2012), kunstenaar;
- Elie Luzac (1721-1796), rechtsgeleerde, publicist en boekverkoper;
- Margriet de Moor (1941), schrijfster;
- Jaap van der Niet (1944-2025), voetbalscheidsrechter;
- Daniël Noteboom (1910-1932), schaker;
- Cornelis Plaatzer (1925-1993), sergeant-oorlogsvrijwilliger-parachutist en later beroepsmilitair en Ridder in de Militaire Willems-Orde;
- Joris Putman (1984), acteur;
- Jesse Reinders (2002), voetballer;
- André de Ridder (1974), voetballer;
- Jacob de Riemer (1676–1762), jurist en historicus;
- Henriëtte Roland Holst (1869-1952), dichteres, socialiste;
- J.J. Salverda de Grave (1863-1946), romanist, literatuurhistoricus en hoogleraar Frans;
- Rudolf Tappenbeck (1898-1944), mede-directeur van Huis ter Duin, radio-pionier en verzetsstrijder;[10]
- Leo van der Zalm (1942-2002), dichter

### Overleden
- Frederik Willem Fennekol (ca. 1762-1832), politicus en schrijver
- Martin Schröder, Amsterdam (1931–2024), luchtvaartpionier en ondernemer

### Begraven
- Janus Dousa (Jan van der Does) (1545-1604), humanist, politicus en dichter (begraven in Oude Jeroenskerk);[11]
- Maria Dermoût (1888-1962), Nederlands-Indische schrijfster;[12]
- Freddy Heineken (1923-2002), directeur van bierbrouwerij "Heineken" (Algemene begraafplaats);
- Maria Montessori (1870-1952), Italiaans arts en pedagoge (R.K. begraafplaats);[13]
- Daniël Noteboom (1910-1932), schaker (begraven: 20 januari 1932, Algemene begraafplaats);[14]
- Jacques Urlus (1867-1935), operazanger (R.K. begraafplaats);[13]
- Albert Verweij (1865-1937), letterkundige (begraven: 11 maart 1937, Algemene begraafplaats);[14][15]

### Woonachtig geweest
- Pia Beck (1925-2009), jazzpianiste en zangeres;
- Willem Glasbergen (1923-1979), archeoloog;
- Corrie van Gorp (1942-2020), actrice en zangeres
- Freddy Heineken (1923-2002), voormalig directeur van gelijknamige bierbrouwerij;
- Ralph Inbar (1938-2004), presentator;
- Theo Saat (1928-2015), voormalig topatleet;
- Dick Scheffer (1929-1986), acteur;
- Marie Sloot (Melati van Java) (1853-1927), schrijfster en feministe;
- Barbara Straathof (1975-2016), zangeres.

## Zie ook

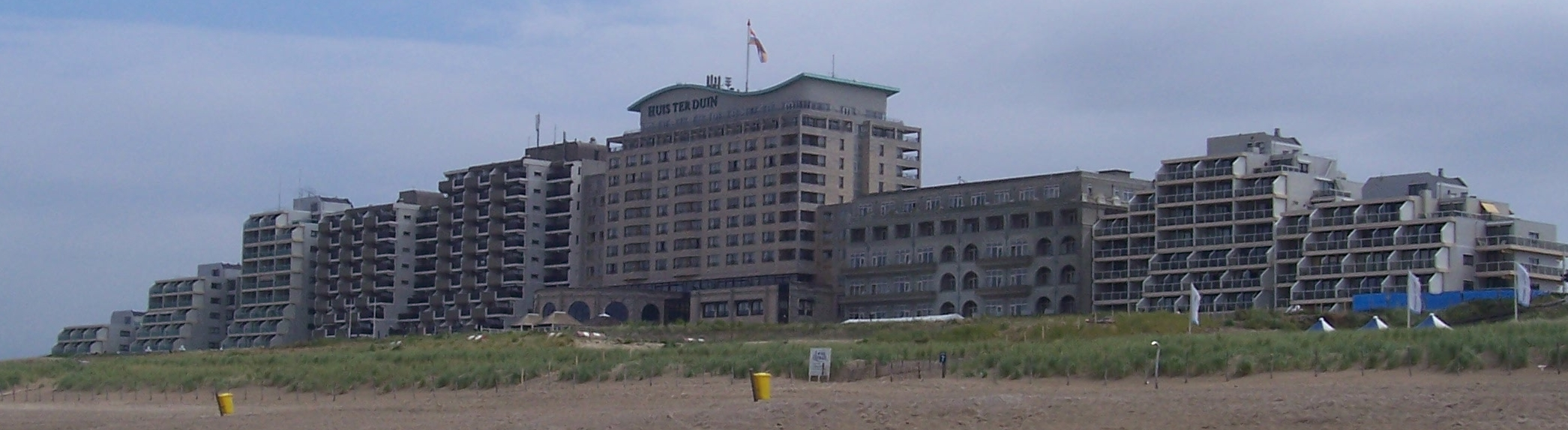
Huis ter Duin en naastliggende appartementencomplexen, panorama 2010

## Aangrenzende gemeenten
| Aangrenzende gemeenten | Aangrenzende gemeenten | Aangrenzende gemeenten | Aangrenzende gemeenten | Aangrenzende gemeenten |
| ---------------------- | ---------------------- | ---------------------- | ---------------------- | ---------------------- |
| Zandvoort (NH)         |                        | Bloemendaal (NH)       |                        | Hillegom               |
|                        |                        |                        |                        |                        |
|                        | Lisse                  |                        |                        |                        |
|                        |                        |                        |                        |                        |
|                        |                        | Katwijk                |                        | Teylingen              |